# Váty várispánság
Váty várispánság csak várszervezettel és várbirtokkal rendelkező ispánság volt, valószínűleg határispánság, Váty központtal. Felmerült, hogy Géza fejedelem létesítette Koppány vezér somogyi szállásterülete elleni védekezésül, hogy védje vele a Pécs körüli fejedelmi szállásokat.
1238-ban oklevél említi a „vár jobbágyait” (várjobbágy), az 1270-es években pedig „vátyi lövőket” – nyilazó határőröket. IV. Béla korában vátyi székelyek – szintén tipikus határőrnép – fordulnak elő. Mindez alaátámasztja a Somogy elleni határőrfunkciókat. A várbirtokok közvetlenül a vár mellett terültek el. Lehet, hogy Váty elindult az önálló, teljes vármegye kialakulása felé, de a tatárjárás után a várispánság megszűnt, és beleolvadt Baranya vármegye szervezetébe. Emlékét azonban őrizte a pécsi püspökséghez tartozó vátyi főesperesség – a 14. század elejétől székesegyházi főesperesség néven.